# アルファロメオ・2000/2600
アルファロメオ・2000/2600（Alfa Romeo 2000/2600)はイタリアの自動車メーカー・ アルファロメオが1957年から1968年まで生産した大型乗用車である。当初はアルファロメオ・2000(セリエ102)として登場、1961年にエンジンが6気筒2,600 ccに拡大され、アルファロメオ・2600(セリエ106)に発展した。2600はアルファロメオ最後の直列6気筒エンジン搭載車となった。

## 概要

### 2000(1957年-1961年)
第二次世界大戦後のアルファロメオを支えた同社初の量産乗用車であったアルファロメオ・1900の後継車として、1957年のトリノ自動車ショーで発表された。当初は自社デザインの4ドア6人乗りセダン（ベルリーナ）と、カロッツェリア・トゥーリングがボディ架装を担当する2ドア2シーターのスパイダーの2種が用意され、前者にはDOHC 1,972 cc 105馬力、後者には115馬力エンジンが搭載された。このエンジンは1950年に登場した1900のものの拡大版であった。
1960年には2ドアクーペの「スプリント」が追加された。ボディ架装はベルトーネが担当したが、デザインは同車のチーフスタイリスト、わずか23歳のジョルジェット・ジウジアーロの作品であった。彼のデザインによる生産車としては初期のものであるが、1960年代半ば以降のアルファロメオ・ジュリア系のGT（セリエ105）にも共通するシンプルかつエレガントな造型を特徴とした。
1962年に2600に発展したため、2000の生産期間は短く、2,814台のベルリーナ、3,443台のスパイダー、704台のスプリントが生産されたに過ぎない。注目されるのはアメリカ車的で鈍重なベルリーナよりも2座席のスパイダーの方が多数生産されたことで、高級車としてよりもスポーティーカーとして市場に認知されていたことが窺える。実際、イタリアのプレステッジカー市場はV6・2,500 ccエンジンを搭載するランチア・フラミニアが握っており、ローマ教皇・イタリア大統領の公用車、駐日大使を含む在外公館の公用車の多くがフラミニア・ベルリーナであった。
なお、ベルリーナはブラジルのFNM社で1961年から現地生産され、車体をアルフェッタ風に改め、エンジンを2,300 ccに拡大するなどして、1970年代末まで同国のプレスティッジカーとして生産された。

### 2600(1962年-1968年)
ミラノの名門メーカーの威信にかけて、トリノのランチアに対する劣勢を挽回すべく、アルファロメオは2000の直列4気筒エンジンを直列6気筒の2,600 ccに変更し、「2600」として再デビューさせた。デビューは1962年のジュネーブ自動車ショーで、当初のボディバリエーションは2000同様にベルリーナ、スパイダー(2+2化された)、スプリントの3種であった。1965年のフランクフルト自動車ショーでは、ザガートのデザイン・製作による2座席スポーツクーペ、「2600ＳＺ」(Sprint Zagato)が追加された。
1900の時代までは、自動車メーカーが供給するシャーシに様々なカロッツェリア が一品製作（フォリ・セリエ）または少数生産のスペシャルボディを架装して市販される例が多く見られたが、2000/2600ではこの伝統はほとんど絶たれ、僅かに2600スプリントをベースとした2+2カブリオレが試作され、カロッツェリア・OSIによる6ライトの4ドア・ベルリーナが少数生産されたに過ぎない。
2000と基本的に同じシャシー・ボディを持っていたが、2600では(6気筒エンジンを搭載するためにベルリーナとスパイダーのボンネット高が上げられ、スパイダーとスプリントにはパワーバルジが追加となり、2000の軽快さは損なわれた。そのエンジンは新設計の軽合金シリンダーヘッドを持つDOHC 2,584 ccで、ベルリーナはツインキャブレター130馬力、他は3キャブレターで、スパイダーとスプリントは145馬力、SZは更にチューンされて165馬力であった。
新しい6気筒エンジンは優れた設計であったが、1900と基本的に同一設計のままであったシャシーの前輪荷重を増す結果になり、もともと時代遅れになりかけていた操縦性を悪化させ、ノンパワーのステアリングの操舵力も重くなった。それは特に小型車クラスのジュリア系がアルファロメオの名に恥じない仕上がりであった分、一層顕著であった。スタイリングの面でも、特に魅力に欠けていたベルリーナの販売台数が相変わらず少なかった上、ジュリエッタスパイダーを引き伸ばして魅力を希釈化したようなスパイダーもあまり好評とは言えなかった。辛うじて2600スプリントのみが、そのスタイリングと4シーターGTとしての実用性から、シリーズ中のトップセラーとなった。
2600系は1968年、前年の1967年にデビューしたジュリアの拡大版である1750系(4気筒1,750cc)に交代する形で消滅した。その後アルファロメオの6気筒モデルは長らく作られなかったが、1970年代前半に後継車種の開発がスタート、石油危機などでプロジェクトの進行は難航したものの、1979年になってようやく、V6・2500 ccのアルファ6がこのクラスに再登場した。

## 日本への輸入
当時の日本へは、厳しい外貨規制中であったため2000は輸入されなかったが、規制が緩和された1963年（昭和38年）秋、国際自動車商事に代わってアルファロメオ総代理店となった伊藤忠オートは、輸入第一号車として2600スプリントを選んだ。この一号車は当時の伊藤忠商事副社長・伊藤英吉に納車された。その後も数台のスプリントとベルリーナとSZ各1台が正規輸入された。スプリントを中心に、近年になって中古車の並行輸入で持ち込まれる例も見られる。